# الغارات الجوية الإسرائيلية على العراق 2019
بدأت الغارات الجوية الإسرائيلية على العراق في 19 يوليو 2019، عندما قصفت طائرة دون طيار مجهولة الهوية قاعدة عسكرية لقوات الحشد الشعبي في وسط العراق. وقد ألقى العديد من المسؤولين العراقيين والإيرانيين والإسرائيليين باللوم على إسرائيل في الهجمات، لكن إسرائيل في البداية لم تؤكد أو تنفي دورها. ثم لمح رئيس الوزراء الإسرائيلي بنيامين نتنياهو إلى مسؤولية إسرائيل عن الهجمات التي شنت في 20 أغسطس 2019، قائلا أن «إيران ليست محصنة في أي مكان».
وفي 22 أغسطس 2019 أعلنت إسرائيل عن مسؤوليتها عن الغارات، وقد أعقب ذلك تأكيد الولايات المتحدة.

## الهجمات

### غارة آمرلي
في 19 يوليو 2019 قصفت طائرة مجهولة من دون طيار قاعدة عسكرية لقوات الحشد الشعبي المدعوم من إيران بالقرب من بلدة آمرلي في العراق. 
أسفر الهجوم عن إصابة مستشارين إيرانيين. بينما استهدفت الغارة الثانية مستودعاً للذخيرة، مما تسببت في حريق كبير وتدمير العديد من الصواريخ الباليستية. نفت القيادة المركزية للولايات المتحدة الأمريكية مسؤوليتها عن الهجوم. لكن ادعى موقع ديبكا الاستخباراتي الإسرائيلي أن إسرائيل ضربت القاعدة باستخدام طائرة بدون طيار «هاروب».
أعلنت إيران في 30 يوليو أنه قتل أحد عناصر الحرس الثوري، ابوالفضل سرابيان، في الهجوم.

### غارة معسكر اشرف
في 27 يوليو 2019، تعرض معسكر أشرف لقصف جوي من قبل واحدة أو أكثر من طائرات سلاح الجو الإسرائيلية حسب ما وصفته المصادر العسكرية العراقية. وقد وقع الهجوم على موقع قاذفات الصواريخ الباليستية وعلى موقع تجمع لعناصر الحشد الشعبي والحرس الثوري. وذكرت بعض المصادر أن ما يصل إلى 40 شخصاً قُتلوا جراء الهجوم. وفقًا لمصادر عراقية وإيرانية، إن الطائرات المقاتلة الإسرائيلية من طراز F-35 نفذت هذه الهجمات.

### انفجار جنوب بغداد
وفي 12 أغسطس تعرض مستودع أسلحة تابع للحشد الشعبي في جنوب بغداد لانفجار مما أسفر عن مقتل واحد وإصابة 29 مدنيا. وقال المتحدث باسم وزارة الداخلية العراقية إن فحص المستودع أظهر أن الانفجار لم يكن ناتجًا عن خلل داخلي بل طرف ثالث هاجم المستودع وتسبب في نشوب حريق.

### انفجار قرب قاعدة بلد الجوية
في 20 أغسطس وقع انفجار بمستودعٍ للأسلحة تابع للحشد الشعبي قرب قاعدة بلد الجوية، شمال العاصمة بغداد، وهو يحظى بوجود عسكريين أميركيين. وقال مصدر في الحشد إن مستودع الأسلحة قد استهدف بالتحديد بقصف جوي.

## المسؤولية
في 22 أغسطس 2019 أعلنت إسرائيل عن مسؤوليتها عن الهجمات. وأكد رئيس الوزراء الإسرائيلي بنيامين نتنياهو على أن إسرائيل تنفذ عمليات ضد إيران في العراق قائلا «نحن نعمل ضد التوحيد الإيراني - في العراق أيضًا». وفي وقت لاحق من اليوم أكد المسؤولون الأمريكيون أيضًا أن إسرائيل كانت وراء الهجمات.